# اینجوار
اینجوار (به ارمنی: Ինջևար) یک سکونتگاه مسکونی سابق در ارمنستان است که در استان سیونیک واقع شده‌است.  در  کیلومتری جنوب کاپان، مرکز استان سیونیک واقع شده است.

## خصوصیات
' کیلومترمربع مساحت و  نفر جمعیت دارد و در ارتفاع  متر بالاتر از سطح دریا قرار گرفته است.